# Ronde van Valencia 2017
De 68e editie van de wielerwedstrijd Ronde van Valencia werd verreden van 1 tot en met 5 februari 2017 met start in Orihuela en finish in Valencia. In het Spaans staat deze koers bekend als Volta a la Comunitat Valenciana. De ronde maakt deel uit van de UCI Europe Tour 2017, in de categorie 2.1. De wedstrijd werd gewonnen door de Colombiaan Nairo Quintana die Wout Poels op de erelijst opvolgde.

## Deelnemende ploegen
| WorldTour                          | ProContinentaal             | Continentaal                  | Nationaal |
| ---------------------------------- | --------------------------- | ----------------------------- | --------- |
| Astana Pro Team                    | Caja Rural-Seguros RGA      | Burgos-BH                     | Spanje    |
| Cannondale-Drapac Pro Cycling Team | Cofidis, Solutions Crédits  | Euskadi Basque Country–Murias |           |
| Quick-Step Floors                  | Direct Énergie              | W52-FC Porto                  |           |
| Team Sky                           | CCC Sprandi Polkowice       | Inteja-Dominican              |           |
| Movistar Team                      | Gazprom-RusVelo             | Team Ukyo                     |           |
| Team Katjoesja Alpecin             | Roompot-Nederlandse Loterij |                               |           |
| Team LottoNL-Jumbo                 | Israël Cycling Academy      |                               |           |
| BMC Racing Team                    |                             |                               |           |
| Orica-Scott                        |                             |                               |           |
| FDJ                                |                             |                               |           |
| AG2R La Mondiale                   |                             |                               |           |
| Team Dimension Data                |                             |                               |           |

## Etappe-overzicht
| etappe | datum      | start    | finish             | type           | afstand | winnaar         | klassementsleider |
| ------ | ---------- | -------- | ------------------ | -------------- | ------- | --------------- | ----------------- |
| 1e     | 1 februari | Orihuela | Orihuela           | Ploegentijdrit | 38 km   | BMC Racing Team | Manuel Senni      |
| 2e     | 2 februari | Alicante | Dénia              | Heuvelrit      | 181 km  | Tony Martin     | Greg Van Avermaet |
| 3e     | 3 februari | Canals   | Riba-roja de Túria | Vlakke rit     | 161 km  | Magnus Cort     | Greg Van Avermaet |
| 4e     | 4 februari | Segorbe  | Lucena del Cid     | Bergrit        | 180 km  | Nairo Quintana  | Nairo Quintana    |
| 5e     | 5 februari | Paterna  | Valencia           | Vlakke rit     | 52 km   | Bryan Coquard   | Nairo Quintana    |

## Klassementenverloop
| Etappe       | Winnaar         | Algemeen klassement · | Puntenklassement · | Bergklassement ·   | Jongerenklassement · | Combinatieklassement · | Ploegenklassement · |
| ------------ | --------------- | --------------------- | ------------------ | ------------------ | -------------------- | ---------------------- | ------------------- |
| 1            | BMC Racing Team | Manuel Senni          | Manuel Senni       | Michał Kwiatkowski | Manuel Senni         | Michał Kwiatkowski     | BMC Racing Team     |
| 2            | Tony Martin     | Greg Van Avermaet     | Cyril Gautier      | Johann Van Zyl     | Manuel Senni         | Cyril Gautier          | BMC Racing Team     |
| 3            | Magnus Cort     | Greg Van Avermaet     | Cyril Gautier      | Johann Van Zyl     | Manuel Senni         | Cyril Gautier          | BMC Racing Team     |
| 4            | Nairo Quintana  | Nairo Quintana        | Cyril Gautier      | Cyril Gautier      | Manuel Senni         | Philippe Gilbert       | Movistar Team       |
| 5            | Bryan Coquard   | Nairo Quintana        | Cyril Gautier      | Cyril Gautier      | Manuel Senni         | Philippe Gilbert       | Movistar Team       |
| 0Eindstanden | 0Eindstanden    | Nairo Quintana        | Cyril Gautier      | Cyril Gautier      | Manuel Senni         | Philippe Gilbert       | Movistar Team       |

Mannen: 1929 · 1930 · 1931 · 1932 · 1933 · 1934-1939 · 1940 · 1941 · 1942 · 1943 · 1944 · 1945-1946 · 1947 · 1948 · 1949 · 1950-1953 · 1954 · 1955 · 1956 · 1957 · 1958 · 1959 · 1960 · 1961 · 1962 · 1963 · 1964 · 1965 · 1966 · 1967 · 1968 · 1969 · 1970 · 1971 · 1972 · 1973 · 1974 · 1975 · 1976 · 1977 · 1978 · 1979 · 1980 · 1981 · 1982 · 1983 · 1984 · 1985 · 1986 · 1987 · 1988 · 1989 · 1990 · 1991 · 1992 · 1993 · 1994 · 1995 · 1996 · 1997 · 1998 · 1999 · 2000 · 2001 · 2002 · 2003 · 2004 · 2005 · 2006 · 2007 · 2008 · 2009-2015 · 2016 · 2017 · 2018 · 2019 · 2020 · 2021 · 2022 · 2023 · 2024 · 2025
Vrouwen: 2019 · 2020 · 2021 · 2022 · 2023 · 2024 · 2025